# Amphipyra striata
Amphipyra striata là một loài bướm đêm trong họ Noctuidae.